# Fran Sol
Francisco Sol Orti, né le 13 mars 1992 à Madrid (Espagne), est un footballeur espagnol évoluant au poste d'attaquant au Málaga CF, prêté par le Dynamo Kiev.

## Biographie
Il inscrit 16 buts en première division néerlandaise lors de la saison 2017-2018 avec le club du Willem II Tilburg. Le 10 mars 2018, il est l'auteur d'un triplé contre le PSV Eindhoven (victoire 5-0).
Lors de la saison 2018-2019, il inscrit un nouveau triplé, contre l'équipe de l'Heracles Almelo (victoire 5-0 le 26 août 2018).
Le 18 janvier 2019, Sol s'engage pour cinq ans en faveur du Dynamo Kiev.